# Fanzhen

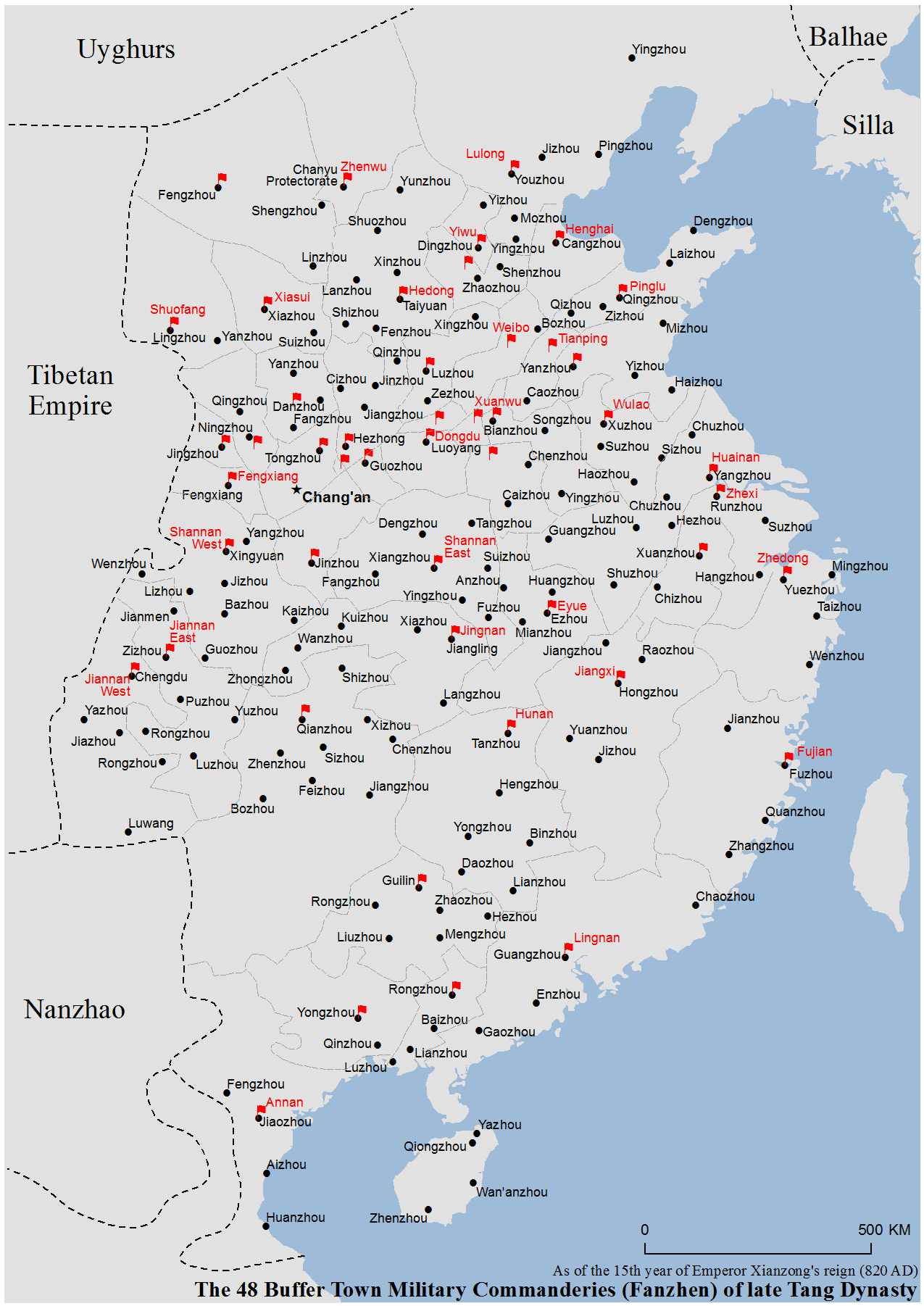
Carte des 48 fanzhen de la fin de la dynastie Tang, à partir de la 15e année du règne de l'empereur Xianzong (820 apr. J.-C.).

Fanzhen (chinois simplifié : 藩镇 ; chinois traditionnel : 藩鎮 ; pinyin : fānzhèn), également appelé fangzhen (chinois : 方镇), était un système gouvernemental impliquant l'administration par le biais des gouverneurs régionaux (jiedushi). Le terme fanzhen signifie littéralement « ville tampon » et fait référence à l'installation stratégique de troupes dans des endroits situés le long des zones frontalières de l'empire. Pendant la dynastie Tang, ces colonies tombent sous le contrôle des jiedushi, dont la soumission au pouvoir central est plus symbolique qu'autre chose. Le phénomène de contrôle du territoire Chinois par les fanzhen à la fin de la période Tang, a été appelé fanzhen geju (chinois simplifié : 藩镇割据 ; chinois traditionnel : 藩鎮割據 ; pinyin : fānzhèn gējù lit: "l' éclatement et l'occupation des territoires par les fanzhen) par les historiens.
Alors que le contrôle de ces fanzhen passe de l'autorité centrale aux mains des dirigeants locaux, ils deviennent parfois suffisamment puissants pour menacer la cour impériale, en particulier pendant et après la révolte d'An Lushan. An Lushan, un gouverneur de province et commandant militaire qui c'est révolté contre l'empereur Tang Xuanzong en 755, est allé jusqu'à se proclamer empereur en 756. Il finit par être tué par son propre fils l'année suivante et La puissance Tang est rétablie en 763. Cependant, cette révolte a permis à de nombreux jiedushi situé à la périphérie de l'Empire Tang d'acquérir une autonomie significative, beaucoup d'entre eux devenant des seigneurs de la guerre de facto.
Les empereurs Tang qui succèdent à Xuanzong tentent de réduire le pouvoir de ces fanzhen, sans trop de réussites, en particulier l'empereur Tang Dezong (r. 779 – 805) qui est carrément chassé de sa capitale, Chang'an, après une tentative infructueuse de les soumettre. L'empereur Tang Xianzong (r. 805 – 820) réussit bien à supprimer certains fanzhen, mais le prix à payer fut de donner plus de pouvoir aux eunuques, qui finissent par dominer la vie de la cour impériale. Xianzong décède en 820, peut-être à la suite d'un assassinat, et ses successeurs n'arrivent pas à arrêter le déclin de la dynastie. Les ambitions des jiedushi, conjuguées avec la corruption des eunuques de la cour impériale (ces derniers contrôlent l'administration civile centrale et le haut commandement militaire à la fin des Tang), contribuent largement à la désintégration de l'Empire Tang. Une brève résurgence du pouvoir central sous les empereurs Wuzong et Xuānzong ne suffit pas à arrêter ce processus de décomposition de l'État, et l'empire Tang s'effondre à la suite d'une nouvelle série de soulèvements paysans majeurs comme les rébellions de Wang Xianzhi et Huang Chao.
Après l'effondrement de la dynastie Tang en 907, de nombreux fanzhen qui ne souhaitent pas se soumettre à la nouvelle dynastie des Liang postérieurs déclarent leur indépendance, formant ainsi plusieurs des dix royaumes de la période chaotique des cinq dynasties et des dix royaumes.

## Voir également
- Trois Fanzhen du Hebei